# Drosophila oenopota
Drosophila oenopota är en tvåvingeart som först beskrevs av Giovanni Antonio Scopoli 1763.  Drosophila oenopota ingår i släktet Drosophila och familjen daggflugor.
Artens utbredningsområde är Italien och Slovenien.